# Karangsetia
Karangsetia is een bestuurslaag in het regentschap Bekasi van de provincie West-Java, Indonesië. Karangsetia telt 6555 inwoners (volkstelling 2010).